# Arctonemertes ussuriensis
Arctonemertes ussuriensis är en djurart som tillhör fylumet slemmaskar, och som beskrevs av Chernyshev 1998. Arctonemertes ussuriensis ingår i släktet Arctonemertes och familjen Amphiporidae. Inga underarter finns listade i Catalogue of Life.